# Серавале (Асти)
Серавале је насеље у Италији у округу Асти, региону Пијемонт.
Према процени из 2011. у насељу је живело 331 становника. Насеље се налази на надморској висини од 154 м.